# Waterstofboot
Een waterstofboot is een vaartuig dat gebruikmaakt van waterstof als brandstof om, direct of indirect, zijn motoren aan te drijven. Waterstof kan worden omgezet in elektriciteit door middel van een brandstofcel, waarbij waterdamp de enige uitstoot is. Dit maakt de waterstofboot een milieuvriendelijke keuze, vrij van schadelijke emissies zoals CO2 en stikstofoxiden. Ook kan waterstof in een verbrandingsmotor worden gebruikt als brandstof. Waterstof kan worden geproduceerd uit diverse duurzame bronnen, waardoor de boot bijdraagt aan de vermindering van de afhankelijkheid van fossiele brandstoffen. De technologie achter waterstofboten is nog in ontwikkeling, maar belooft een stille en schone toekomst voor de maritieme sector. Door de potentiële lange vaartijden en snelle tankprocessen zou de waterstofboot een gamechanger kunnen zijn voor zowel commerciële scheepvaart als pleziervaart.

## Geschiedenis
- 2000 - de 22-persoons Hydra
- 2003 - Jacht nr.1, Hydroxy3000[1][2], en de Duffy-Herreshoff-watertaxi
- 2004, de AUV DeepC en Jacht XV 1
- 2005 de 212 onderzeeboot
- 2006 - debuut van de 12 persoons Xperiance en de Zebotec
- 2007 de 8-persoons Tuckerboot en de kanaalboot Ross Barlow
- 2008 het Zemships projekt met de Alsterwasser
- 2009 de Frauscher 600 Riviera HP[3] en de Nemo H2
- 2022 de MSTX 22 SWIM Waterstof Watertaxi.
- 2024 de TU Delft Hydro Motion Team Boot[4].

## Economie
Hjalti Pall Ingólfsson van Icelandic New Energy verklaarde dat schepen snel de grootste bron van luchtvervuiling in de EU zullen worden. Er wordt geschat dat tegen 2020 de uitstoot van zwaveldioxide en stikstofoxiden door schepen de wal emissies in Europa zullen overschrijden. Een groot probleem dat moet worden aangepakt zou de opslag van waterstof op schepen zijn, gezien het feit dat er geen gelegenheid is om de waterstoftanks op zee bij te vullen.

## Waterstofinfrastructuur
De ontwikkeling van een waterstofinfrastructuur is cruciaal voor de adoptie van waterstoftechnologie in diverse sectoren, waaronder transport en industrie. Deze infrastructuur omvat productiefaciliteiten waar waterstof wordt geproduceerd, vaak via elektrolyse van water met duurzaam opgewekte elektriciteit of andere methoden. Vervolgens moet de geproduceerde waterstof getransporteerd worden, wat kan via pijpleidingen of in vloeibare vorm met tankwagens. Opslag speelt ook een belangrijke rol, waarbij waterstof onder hoge druk of bij lage temperaturen bewaard wordt. Daarnaast zijn er waterstofstations nodig waar voertuigen zoals auto’s, bussen, en in de toekomst mogelijk ook schepen, snel kunnen tanken. Voor een effectieve uitrol is samenwerking tussen overheden, industrie en de energiesector essentieel om te zorgen voor de nodige regelgeving, veiligheidsnormen en economische stimulansen. Dit alles vormt een complex maar essentieel netwerk dat de basis legt voor een waterstofeconomie.